# Фудбал за жене на Летњим олимпијским играма 2008.
Такмичења у фудбалу за жене на Летњим олимпијским играма 2008. одржан је у Кини од 6. августа до 21. августа у следећим градовима: Пекингу, Шангају, Тијенђину, Шенјангу и Квинхуангдао.
Први пут је на женском турниру играло 12 репрезентација. Оне су биле подењене у три групе по четири екипе. У групама се игра по једноструком лига систему (свако са сваким једну утакмицу). Две првопласиране екипе из сваке групе као и две трећепласиране екипе са бољим резултатима су се пласирале у четвртфинале. У наставку се играло по куп систему.
За турнир су се пласирале следеће репрезентације:
| Критеријум квалификација                                                                         | Репрезентација   |  |
| ------------------------------------------------------------------------------------------------ | ---------------- |  |
| Земља домаћин                                                                                    | Кина             |  |
| Победник квалификација Конмебол (10 - 26. новембра 2006)                                         | Аргентина        |  |
| Три најбоље екипе са Светског првенства у фудбалу за жене 2007. (10 - 30. септембра 2007. у Кини | Немачка          |  |
| Три најбоље екипе са Светског првенства у фудбалу за жене 2007. (10 - 30. септембра 2007. у Кини | Норвешка         |  |
| Три најбоље екипе са Светског првенства у фудбалу за жене 2007. (10 - 30. септембра 2007. у Кини | Шведска          |  |
| Два победника квалификација АФК (17. фебруар - 12. август 2007)                                  | Јапан            |  |
| Два победника квалификација АФК (17. фебруар - 12. август 2007)                                  | Северна Кореја   |  |
| Два победника квалификација Конкакаф (6. октобар 2007 — 9. април 2008)                           | Сједињене Државе |  |
| Два победника квалификација Конкакаф (6. октобар 2007 — 9. април 2008)                           | Канада           |  |
| Победник квакификација КАФ (27. октобар 2006. - 15. март 2008)                                   | Нигерија         |  |
| Победник квалификација ОФК (25. август 2007. - 12. март 2008)                                    | Нови Зеланд      |  |
| Плеј оф КАФ-Конмебол (19. април 2008)                                                            | Бразил           |  |

## Групе
| Група Е                               | Група Ф                                        | Група Г                                             |
| ------------------------------------- | ---------------------------------------------- | --------------------------------------------------- |
| Кина · Шведска · Аргентина · Канада · | Северна Кореја · Нигерија · Немачка · Бразил · | Норвешка · Сједињене Државе · Јапан · Нови Зеланд · |

## Резултати
У четвртфинале су се пласирале по две првопласиране екипе из сваке групе, и две најбоље трећепласиране екипе.

### Резултати Групе Е
| Датум      | Место                      | Време | 1. екипа  | Резултат | 2. екипа  | Детаљи                                     |
| ---------- | -------------------------- | ----- | --------- | -------- | --------- | ------------------------------------------ |
| 6. август  | Тијенђин Олимпијски сентар | 17,00 | Аргентина | 1:2      | Канада    | Архивирано на веб-сајту (9. август 2008)   |
|            | Квинхуангдао               | 19,45 | Кина      | 2:1      | Шведска   | Архивирано на веб-сајту (9. август 2008)   |
| 9. август  |                            | 17,00 | Шведска   | 1:0      | Аргентина | Архивирано на веб-сајту (18. октобар 2009) |
|            |                            | 19,45 | Канада    | 1:1      | Кина      | Архивирано на веб-сајту (18. август 2009)  |
| 12. август | Шангај                     | 19,45 | Кина      | 2:0      | Аргентина | Архивирано на веб-сајту (18. октобар 2009) |
|            | Шенјанг                    | 19,45 | Шведска   | 2:1      | Канада    | Архивирано на веб-сајту (14. октобар 2009) |

### Табела Групе Е
| Пласман | Екипа     | И | П | Н | Г | ДГ | ПГ | ГР | Бодови |
| ------- | --------- | - | - | - | - | -- | -- | -- | ------ |
| 1.      | Кина      | 3 | 2 | 1 | 0 | 5  | 2  | +3 | '7     |
| 2.      | Шведска   | 3 | 2 | 0 | 1 | 4  | 3  | +1 | 6      |
| 3.      | Канада    | 3 | 1 | 1 | 1 | 4  | 4  | 0  | 4      |
| 4.      | Аргентина | 3 | 0 | 0 | 3 | 1  | 5  | -4 | 0      |

## Група Ф

### Резултати Групе Ф
| Датум      | Место                      | Време | 1. екипа       | Резултат | 2. екипа       | Детаљи                                     |
| ---------- | -------------------------- | ----- | -------------- | -------- | -------------- | ------------------------------------------ |
| 6. август  | Шенјанг Олимпијски стадион | 17,00 | Немачка        | 0:0      | Бразил         | Архивирано на веб-сајту (9. август 2008)   |
|            |                            | 19,45 | Северна Кореја | 1:0      | Нигерија       | Архивирано на веб-сајту (9. август 2008)   |
| 9. август  |                            | 17,00 | Нигерија       | 0:1      | Немачка        | Архивирано на веб-сајту (13. октобар 2009) |
|            |                            | 19,45 | Бразил         | 2:1      | Северна Кореја | Архивирано на веб-сајту (18. август 2009)  |
| 12. август | Квинхуангдао               | 19,45 | Северна Кореја | 0:1      | Немачка        | Архивирано на веб-сајту (14. октобар 2009) |
|            | Пекинг                     | 19,45 | Нигерија       | 1:3      | Бразил         | Архивирано на веб-сајту (13. октобар 2009) |

### Табела Групе Ф
| Пласман | Екипа          | И | П | Н | Г | ДГ | ПГ | ГР | Бодови |
| ------- | -------------- | - | - | - | - | -- | -- | -- | ------ |
| 1.      | Бразил         | 3 | 2 | 1 | 0 | 5  | 2  | +3 | 7      |
| 2.      | Немачка        | 3 | 2 | 1 | 0 | 2  | 0  | +2 | 7      |
| 3.      | Северна Кореја | 3 | 1 | 0 | 2 | 2  | 3  | -1 | 3      |
| 4.      | Нигерија       | 3 | 0 | 0 | 3 | 1  | 5  | -4 | 0      |

## Група Г

### Резултати Групе Г
| Датум      | Место                      | Време | 1. екипа         | Резултат | 2. екипа         | Детаљи                                     |
| ---------- | -------------------------- | ----- | ---------------- | -------- | ---------------- | ------------------------------------------ |
| 6. август  | Тијенђин Олимпијски сентар | 17,00 | Јапан            | 2:2      | Нови Зеланд      | Архивирано на веб-сајту (9. август 2008)   |
|            |                            | 19,45 | Норвешка         | 2:0      | Сједињене Државе | Архивирано на веб-сајту (9. август 2008)   |
| 9. август  |                            | 17,00 | Сједињене Државе | 1:0      | Јапан            | Архивирано на веб-сајту (17. октобар 2009) |
|            |                            | 19,45 | Нови Зеланд      | 0:1      | Норвешка         | Архивирано на веб-сајту (15. октобар 2009) |
| 12. август | Шангај                     | 19,45 | Норвешка         | 1:5      | Јапан            | Архивирано на веб-сајту (13. октобар 2009) |
|            | Шенјанг                    | 19,45 | Сједињене Државе | 4:0      | Нови Зеланд      | Архивирано на веб-сајту (15. октобар 2009) |

### Табела Групе Г
| Пласман | Екипа            | И | П | Н | Г | ДГ | ПГ | ГР | Бодови |
| ------- | ---------------- | - | - | - | - | -- | -- | -- | ------ |
| 1.      | Сједињене Државе | 3 | 2 | 0 | 1 | 5  | 3  | +2 | 6      |
| 2.      | Норвешка         | 3 | 2 | 0 | 1 | 4  | 5  | -1 | 6      |
| 3.      | Јапан            | 3 | 1 | 1 | 1 | 7  | 4  | +3 | 4      |
| 4.      | Нови Зеланд      | 3 | 0 | 1 | 2 | 2  | 7  | -5 | 1      |

## Рангирање трећепласираних екипа
| Екипа          | И | П | Н | Г | ДГ | ПГ | ГР | Бодови |
| -------------- | - | - | - | - | -- | -- | -- | ------ |
| Јапан          | 3 | 1 | 1 | 1 | 7  | 4  | +3 | 4      |
| Канада         | 3 | 1 | 1 | 1 | 4  | 4  | 0  | 4      |
| Северна Кореја | 3 | 1 | 0 | 2 | 2  | 3  | −1 | 3      |

## Четвртфинале
| Датум      | Место                      | Време | 1. екипа         | Резултат  | 2. екипа | Детаљи                                     |
| ---------- | -------------------------- | ----- | ---------------- | --------- | -------- | ------------------------------------------ |
| 15. август | Шангај Стадион Шангај      | 18,00 | Сједињене Државе | 2:1 прод. | Канада   | Архивирано на веб-сајту (18. август 2009)  |
|            | Тијенђин Олимпијски сентар | 18,00 | Бразил           | 2:1       | Норвешка | Архивирано на веб-сајту (17. октобар 2009) |
|            | Шенјанг Олимпијски стадион | 21,00 | Шведска          | 0:2 прод. | Немачка  | Архивирано на веб-сајту (14. август 2009)  |
|            | Квинхуангдао               | 21,00 | Кина             | 0:2       | Јапан    | Архивирано на веб-сајту (14. октобар 2009) |

## Полуфинале
| Датум      | Место                 | Време | 1. екипа         | Резултат | 2. екипа | Детаљи                                     |
| ---------- | --------------------- | ----- | ---------------- | -------- | -------- | ------------------------------------------ |
| 18. август | Шангај Стадион Шангај | 18,00 | Бразил           | 4:1      | Немачка  | Архивирано на веб-сајту (17. октобар 2009) |
|            | Пекинг                | 18,00 | Сједињене Државе | 4:2      | Јапан    | Архивирано на веб-сајту (14. октобар 2009) |

## Меч за 3. место
| Датум      | Место  | Време | 1. екипа | Резултат | 2. екипа | Детаљи                                     |
| ---------- | ------ | ----- | -------- | -------- | -------- | ------------------------------------------ |
| 21. август | Пекинг | 18,00 | Немачка  | 2:0      | Јапан    | Архивирано на веб-сајту (13. октобар 2009) |

## Финале
| Датум      | Место  | Време | 1. екипа | Резултат  | 2. екипа         | Детаљи                                    |
| ---------- | ------ | ----- | -------- | --------- | ---------------- | ----------------------------------------- |
| 21. август | Пекинг | 21,00 | Бразил   | 0:1 прод. | Сједињене Државе | Архивирано на веб-сајту (15. август 2009) |

## Коначан пласман
| Пласман | Екипа            |
| ------- | ---------------- |
| 1       | Сједињене Државе |
| 2       | Бразил           |
| 3       | Немачка          |
| 4       | Јапан            |
| 5       | Кина             |
| 6       | Шведска          |
| 7       | Норвешка         |
| 8       | Канада           |
| 9       | Северна Кореја   |
| 10      | Нови Зеланд      |
| 11      | Аргентина        |
| 11      | Нигерија         |

| Олимпијске победнице 2008. |
| -------------------------- |
| САД 3. титула              |

## Листа стрелаца
| 5 голова - Cristiane 4 гола - Angela Hucles 3 гола - Marta - Homare Sawa - Lotta Schelin 2 гола - Данијела - Christine Sinclair - Xu Yuan - Han Duan - Fatmire Bajramaj - Shinobu Ohno - Melissa Wiik - Carli Lloyd - Heather O'Reilly | 1 гол - Ludmila Manicler - Formiga - Candace Chapman - Кара Ланг - Melissa Tancredi - Gu Yasha - Kerstin Garefrekes - Simone Laudehr - Anja Mittag - Birgit Prinz - Kerstin Stegemann - Eriko Arakawa - Aya Miyama - Yuki Nagasato - Yukari Kinga - Ayumi Hara | 1 гол (наставак) - Kirsty Yallop - Amber Hearn - Perpetua Nkwocha - Kyong Hwa Kim - Kum Suk Ri - Leni Larsen Kaurin - Guro Knutsen - Siri Nordby - Nilla Fischer - Lori Chalupny - Natasha Kai - Amy Rodriguez - Lindsay Tarpley Аутогол - Gunhild Følstad (против Јапана) |

## Састави екипа победница
| 1 | Сједињене Државе | , , Еми Родригез, , Тренер: |
| 2 | Бразил           | Andréia, Simone, Andréia Rosa, Tânia, Renata Costa, Maycon, Daniela, Formiga, Ester, Marta, Cristiane, Bárbara, Francielle, Pretinha, Fabiana, Érika, Maurine, Rosana Тренер: Jorge Luiz Barcellos |
| 3 | Немачка          | Nadine Angerer, Kerstin Stegemann, Saskia Bartusiak, Babett Peter, Annike Krahn, Linda Bresonik, Melanie Behringer, Sandra Smisek, Birgit Prinz, Renate Lingor, Anja Mittag, Ursula Holl, Célia Okoyino da Mbabi, Simone Laudehr, Fatmire Bajramaj, Conny Pohlers, Ariane Hingst, Kerstin Garefrekes Тренер: Silvia Neid |